# Новороссийск (станция)
Новоросси́йск — железнодорожная станция Краснодарского региона Северо-Кавказской железной дороги, находится в городе Новороссийске Краснодарского края.

## История
25 июня 1888 года состоялось открытие железнодорожной ветки Тихорецк — Новороссийск, в то время Владикавказской железной дороги, соединившей город Новороссийск с центром России. Открытие станции в Новороссийске состоялось в 1889 году.
Первый деревянный железнодорожный вокзал был построен при станции в 1898 году, отстроен в камне в 1913—1914 годах. В 1930 году на вокзале была проведена реконструкция. 
В годы Великой Отечественной войны вокзал и станционный элеватор были превращёны немцами в укрепрайон. 10 сентября 1943 года вокзал был занят ротой автоматчиков 393-го Новороссийского отдельного батальона морской пехоты под командованием капитан-лейтенанта А. В. Райкунова. На крыше вокзала младшим лейтенантом В. А. Сморжевским был водружён военно-морской флаг СССР.
Разрушенный за годы войны, но полностью восстановленный с изменениями в 1947 году вокзал, не утратил свой уникальный архитектурный облик, благодаря чему приобрёл статус памятника архитектуры регионального значения.
В сквере напротив вокзала сохранилась братская могила 200 красногвардейцев, казнённых белогвардейцами 28 августа 1918 года в парке железнодорожного узла и вагоноремонтного завода. Обелиск на братской могиле был установлен в 1936 году. На обелиске сохранены следы разрывов снарядов периода боёв за Новороссийск 1943 года.

## Сообщение по станции
По состоянию на 2022 год по станции курсируют следующие поезда пригородного сообщения:
| Пригородное | Пригородное              | Пригородное | Пригородное              |
| № поезда    | Маршрут движения         | № поезда    | Маршрут движения         |
| ----------- | ------------------------ | ----------- | ------------------------ |
| 6753        | Краснодар — Новороссийск | 6752        | Новороссийск — Краснодар |
| 6755        | Краснодар — Новороссийск | 6754        | Новороссийск — Краснодар |
| 6757        | Краснодар — Новороссийск | 6756        | Новороссийск — Краснодар |
| 6759        | Краснодар — Новороссийск | 6758        | Новороссийск — Краснодар |

### Дальнее
Поезда местной приписки формируются в Новороссийском вагонном депо. По состоянию на июнь 2018 года по станции курсируют следующие поезда дальнего следования:
| Круглогодичное обращение поездов | Круглогодичное обращение поездов | Круглогодичное обращение поездов | Круглогодичное обращение поездов |
| № поезда                         | Маршрут движения                 | № поезда                         | Маршрут движения                 |
| -------------------------------- | -------------------------------- | -------------------------------- | -------------------------------- |
| 29 «Премиум»                     | Москва — Новороссийск            | 30 «Премиум»                     | Новороссийск — Москва            |
| 43                               | Санкт-Петербург — Новороссийск   | 44                               | Новороссийск — Санкт-Петербург   |
| 125                              | Москва — Новороссийск            | 126                              | Новороссийск — Москва            |
| 311                              | Воркута — Новороссийск           | 312                              | Новороссийск — Воркута           |
| 325                              | Пермь — Новороссийск             | 326                              | Новороссийск — Пермь             |
| 335                              | Екатеринбург — Новороссийск      | 336                              | Новороссийск — Екатеринбург      |
| 339                              | Нижний Новгород — Новороссийск   | 340                              | Новороссийск — Нижний Новгород   |
| 377                              | Москва — Новороссийск            | 378                              | Новороссийск — Москва            |
| 677                              | Владикавказ — Новороссийск       | 678                              | Новороссийск — Владикавказ       |
| 806 «Ласточка»                   | Ростов-на-Дону — Новороссийск    | 806 «Ласточка»                   | Новороссийск — Ростов-на-Дону    |
| 820 «Ласточка»                   | Ростов-на-Дону — Новороссийск    | 820 «Ласточка»                   | Новороссийск — Ростов-на-Дону    |

| Сезонное обращение поездов | Сезонное обращение поездов     | Сезонное обращение поездов | Сезонное обращение поездов     |
| № поезда                   | Маршрут движения               | № поезда                   | Маршрут движения               |
| -------------------------- | ------------------------------ | -------------------------- | ------------------------------ |
| 187                        | Архангельск — Новороссийск     | 188                        | Новороссийск — Архангельск     |
| 227                        | Санкт-Петербург — Новороссийск | 228                        | Новороссийск — Санкт-Петербург |
| 267                        | Сосногорск — Новороссийск      | 268                        | Новороссийск — Сосногорск      |
| 285                        | Мурманск — Новороссийск        | 286                        | Новороссийск — Мурманск        |
| 453                        | Уфа — Новороссийск             | 454                        | Новороссийск — Уфа             |
| 455                        | Челябинск — Новороссийск       | 456                        | Новороссийск — Челябинск       |
| 469                        | Саратов — Новороссийск         | 470                        | Новороссийск — Саратов         |
| 481                        | Москва — Новороссийск          | 482                        | Новороссийск — Москва          |
| 505                        | Тамбов — Новороссийск          | 506                        | Новороссийск — Тамбов          |
| 507                        | Ижевск — Новороссийск          | 508                        | Новороссийск — Ижевск          |
| 509                        | Казань — Новороссийск          | 510                        | Новороссийск — Казань          |
| 521                        | Приобье — Новороссийск         | 522                        | Новороссийск — Приобье         |

## Адрес вокзала
- 353906, Россия, Краснодарский край, г. Новороссийск, ул. Жуковского, д. 16., Лит. А.

## Фотогалерея

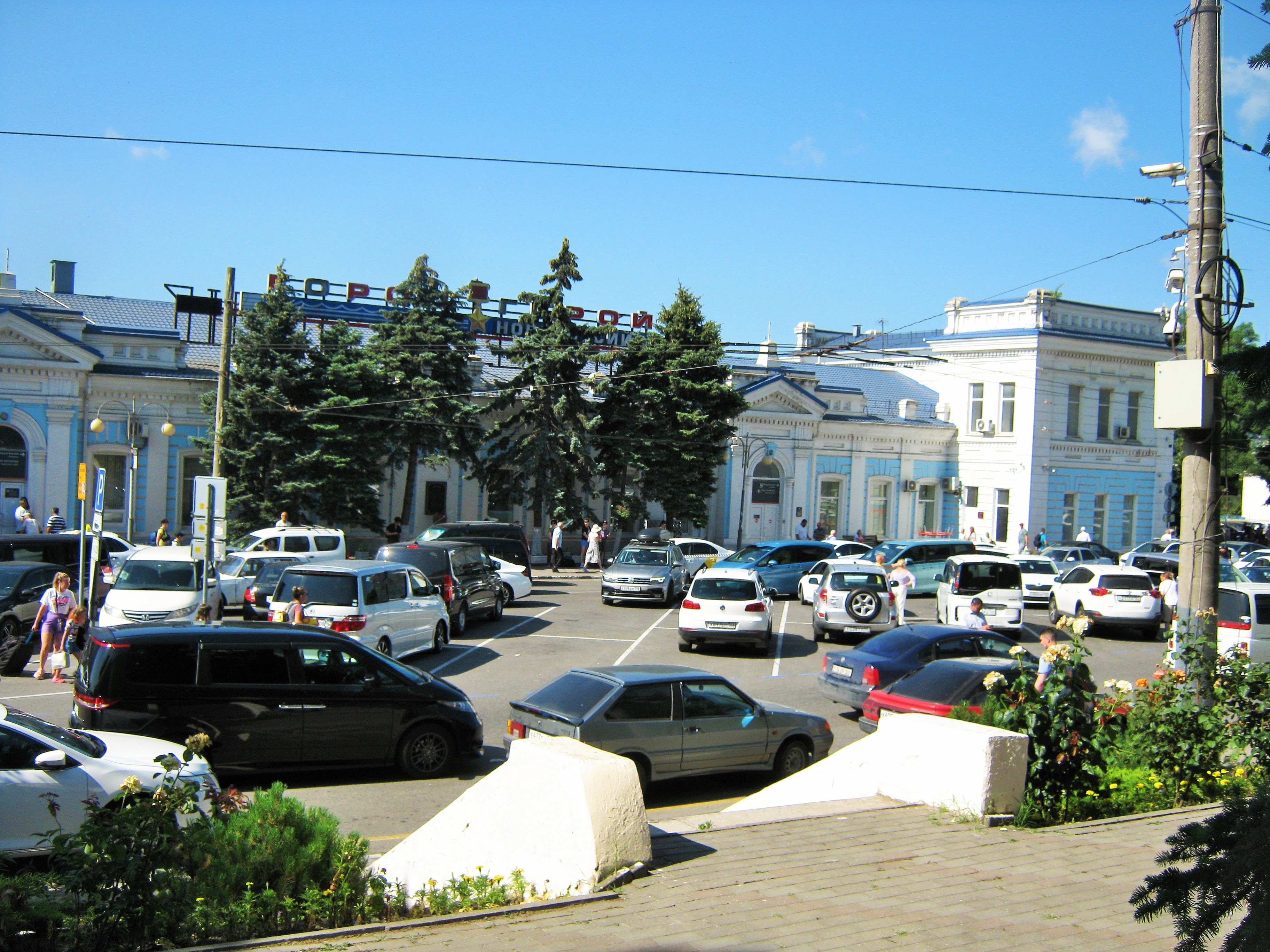
Центральная часть фасада вокзала
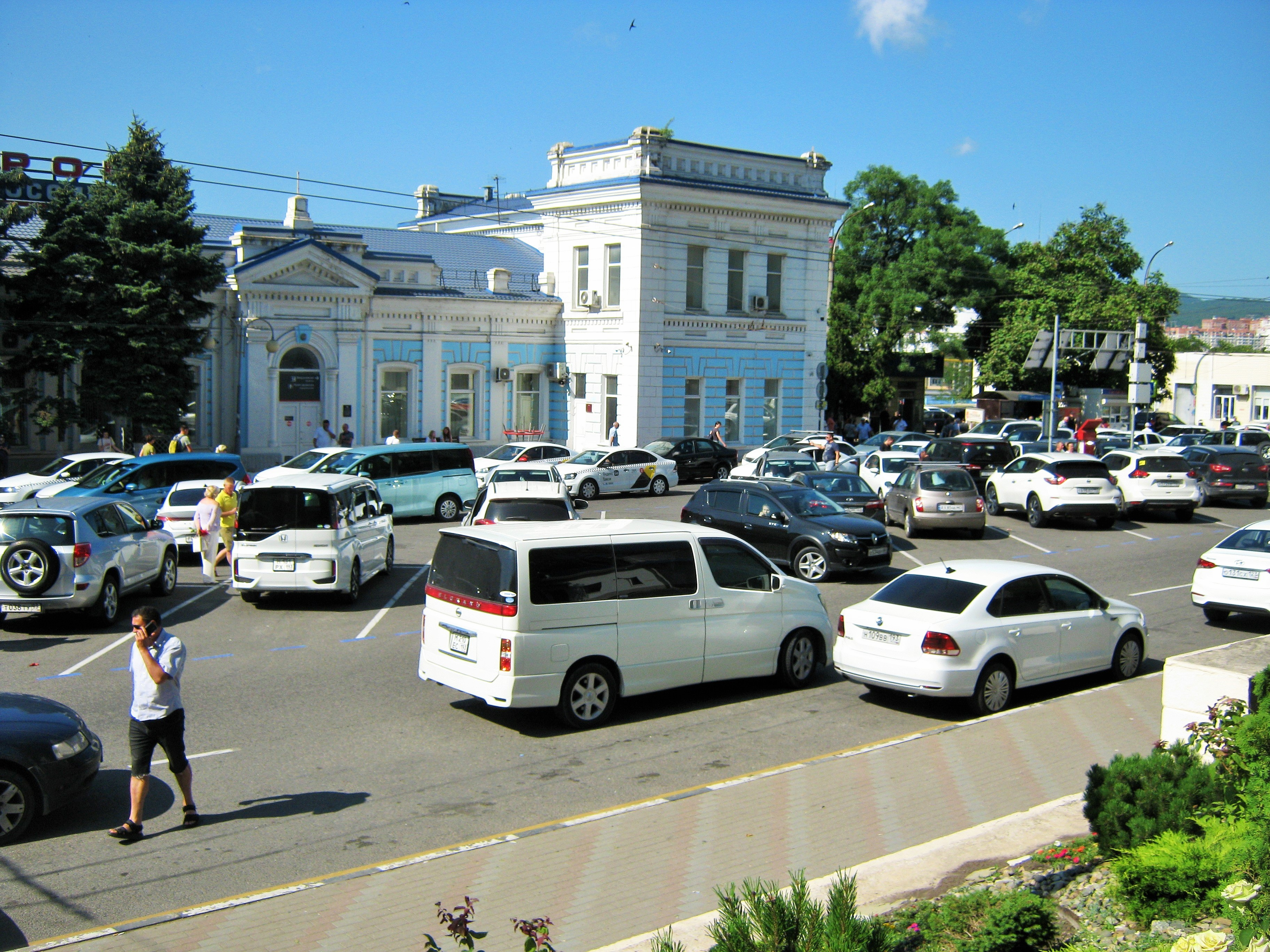
Парковка у здания вокзала
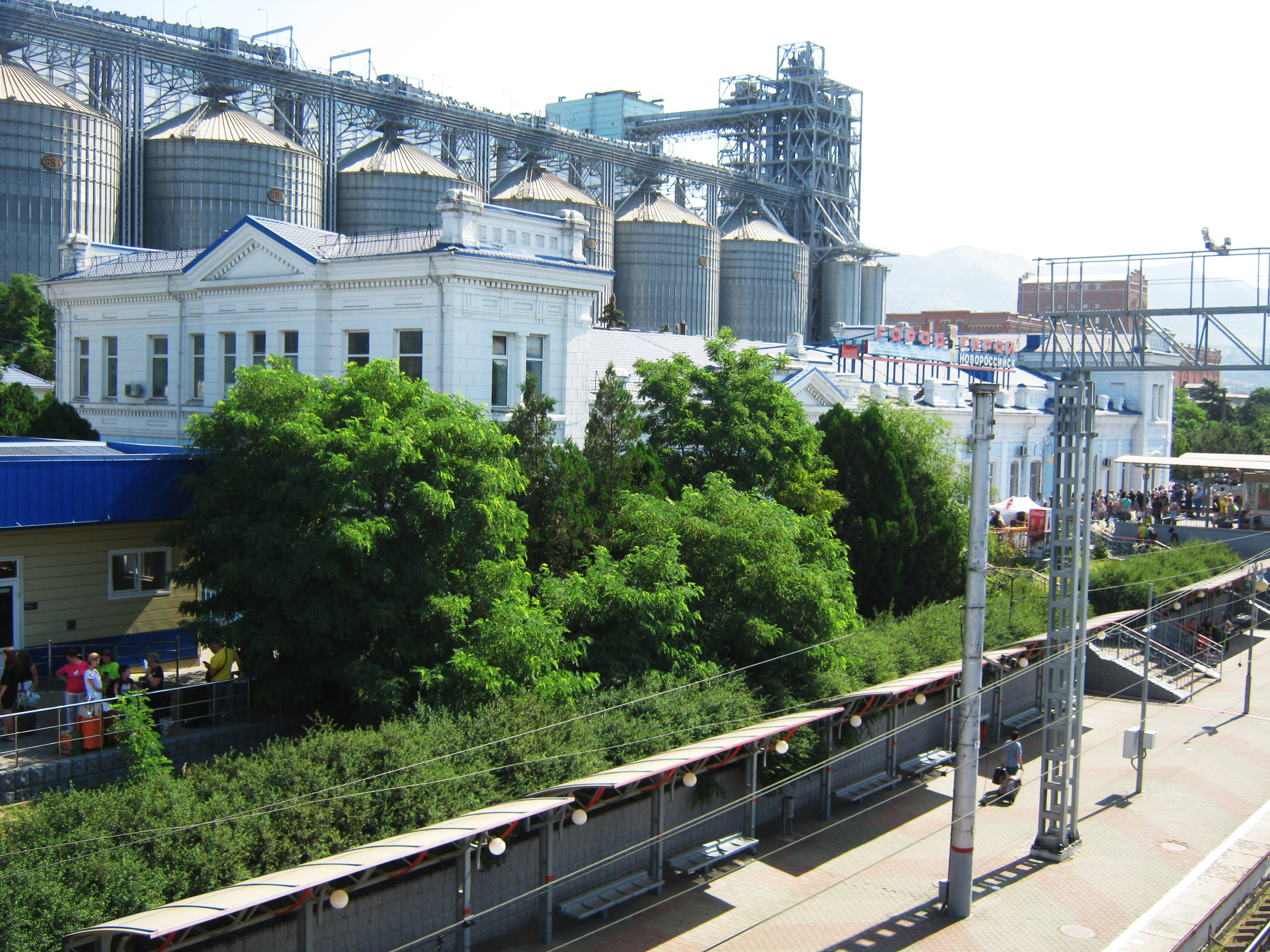
Вид вокзала со стороны железнодорожных путей
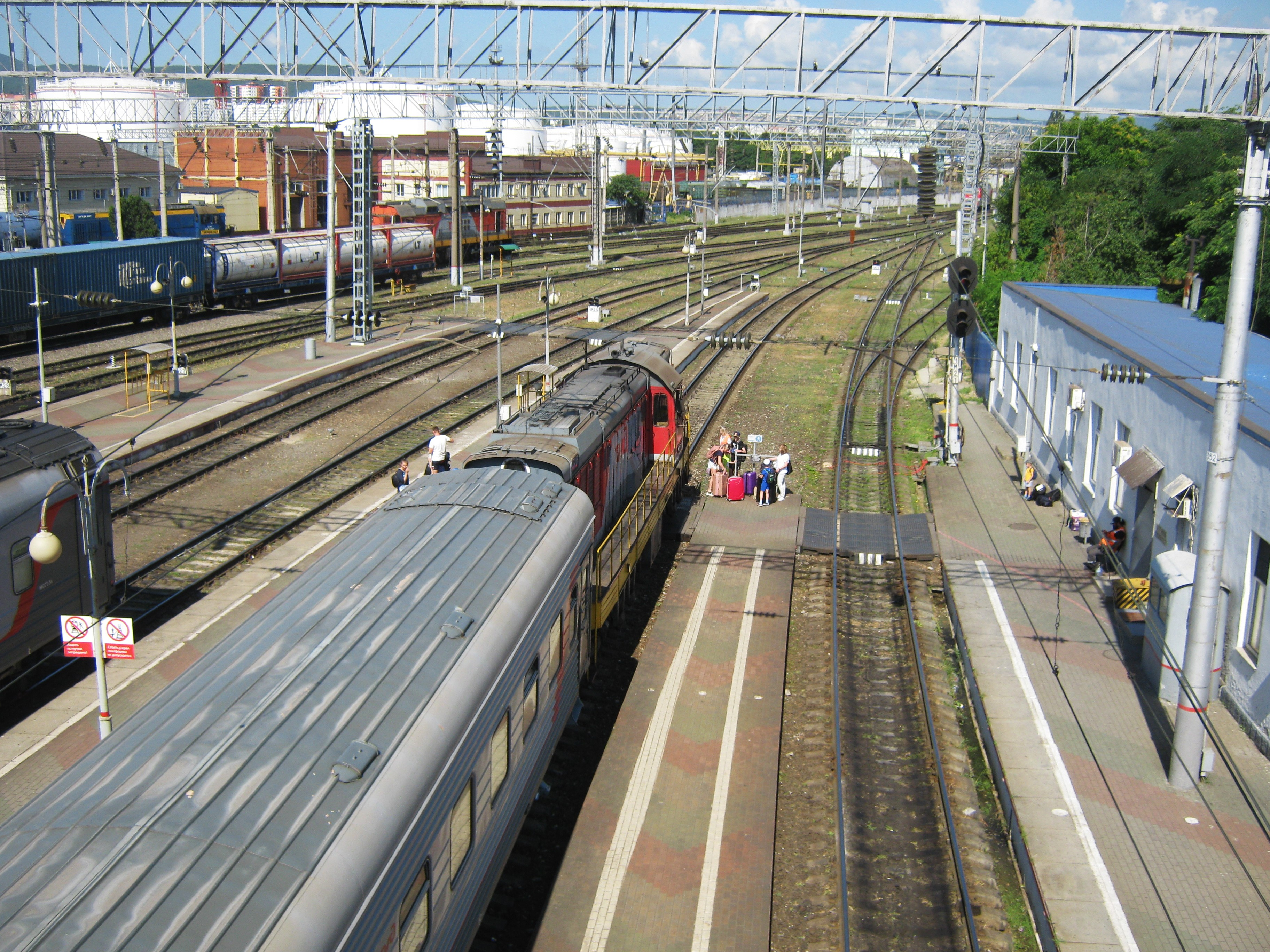
Вид на пассажирские платформы
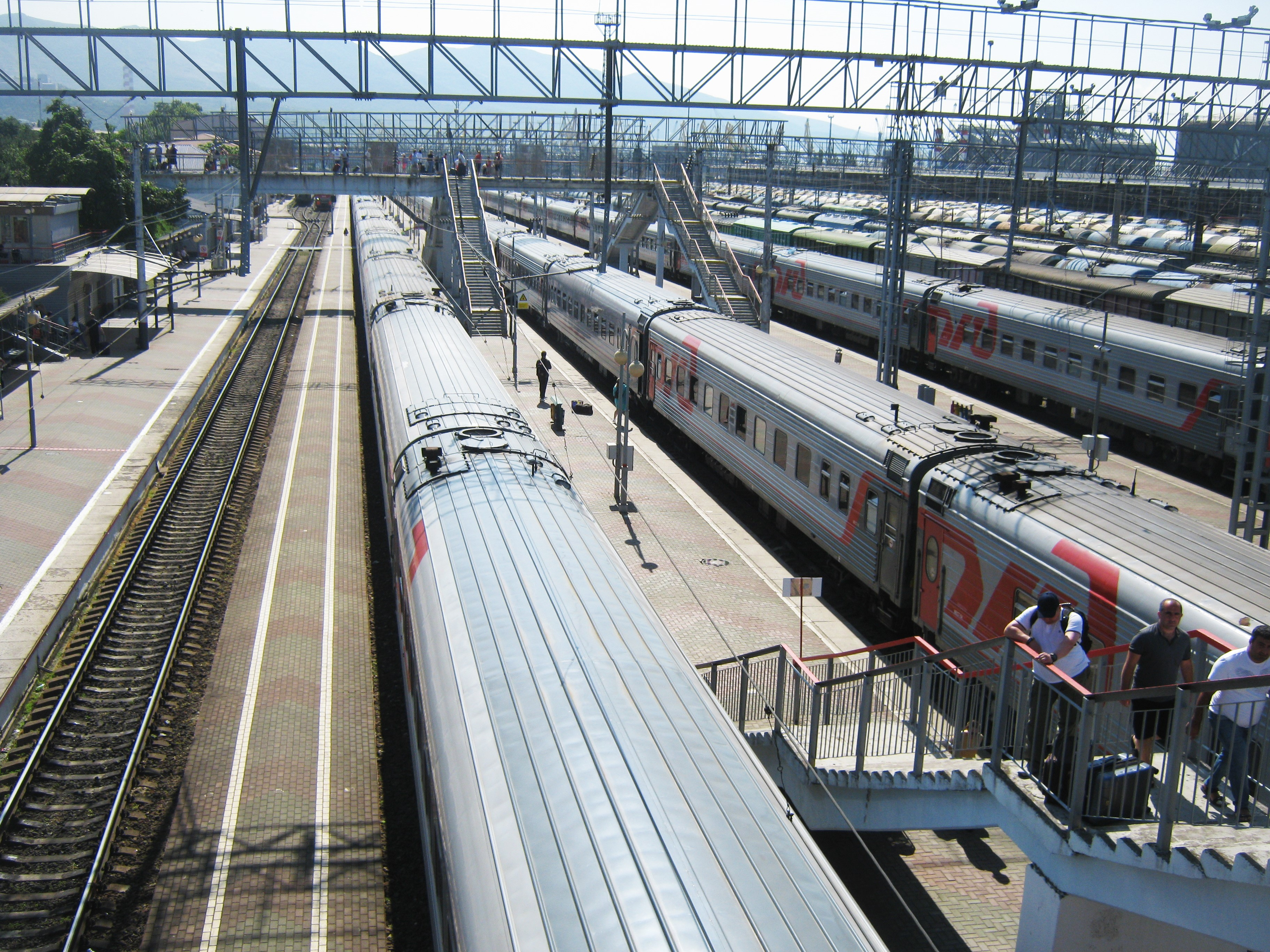
Вид на пассажирские платформы
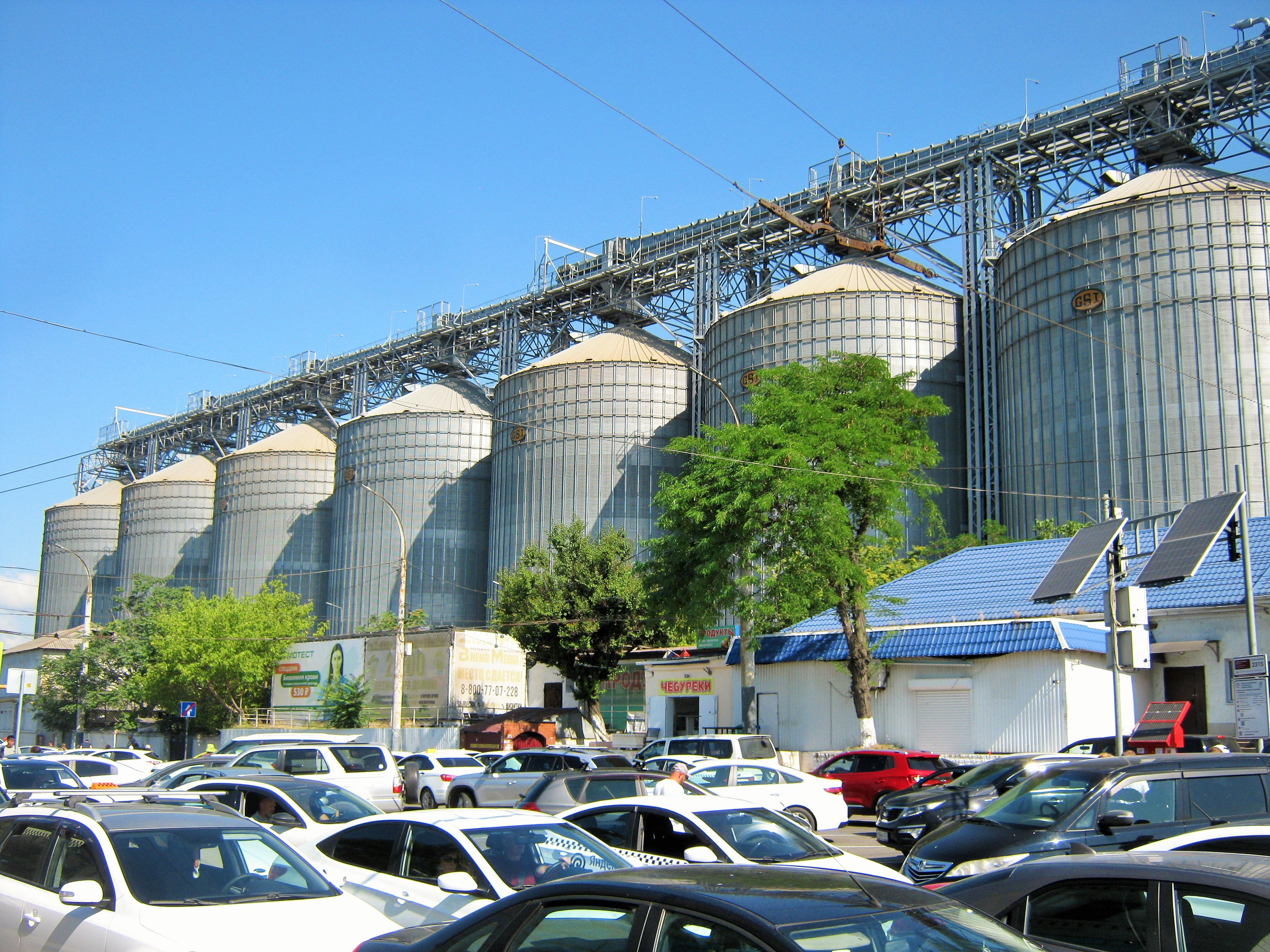
Вид на привокзальную парковку и элеватор
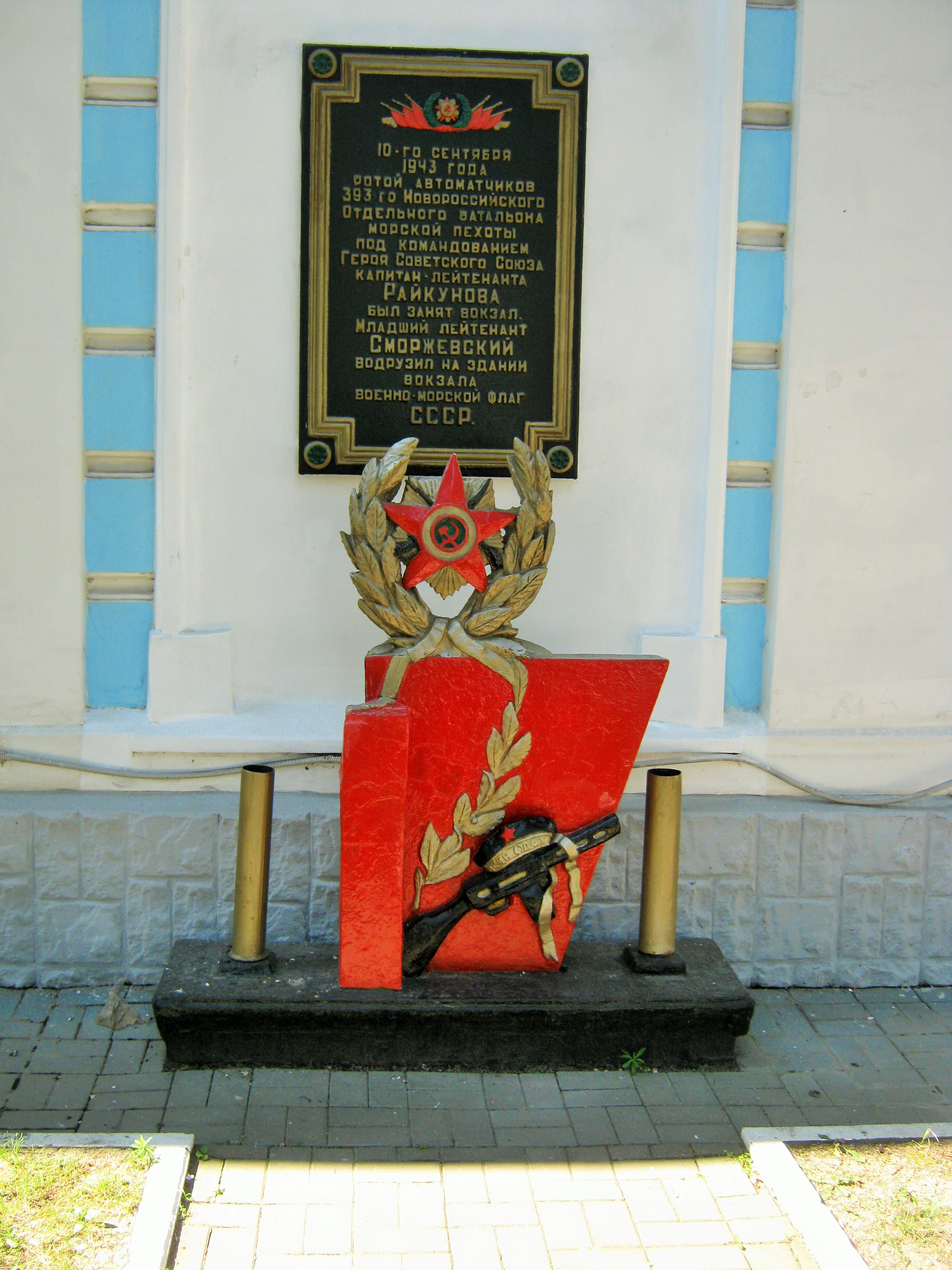
Мемориальный знак на стене вокзала
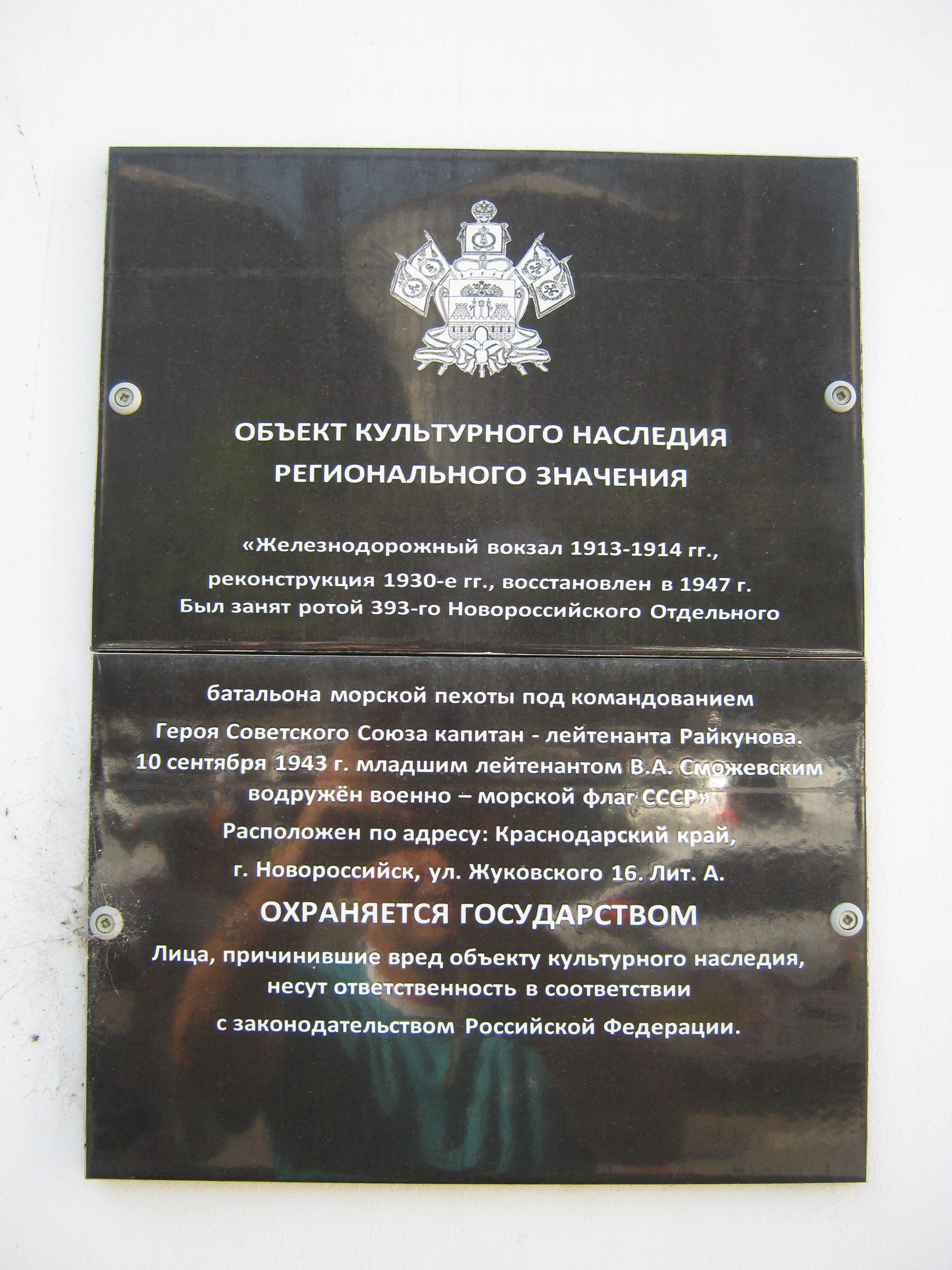
Аннотационная таблица на стене вокзала
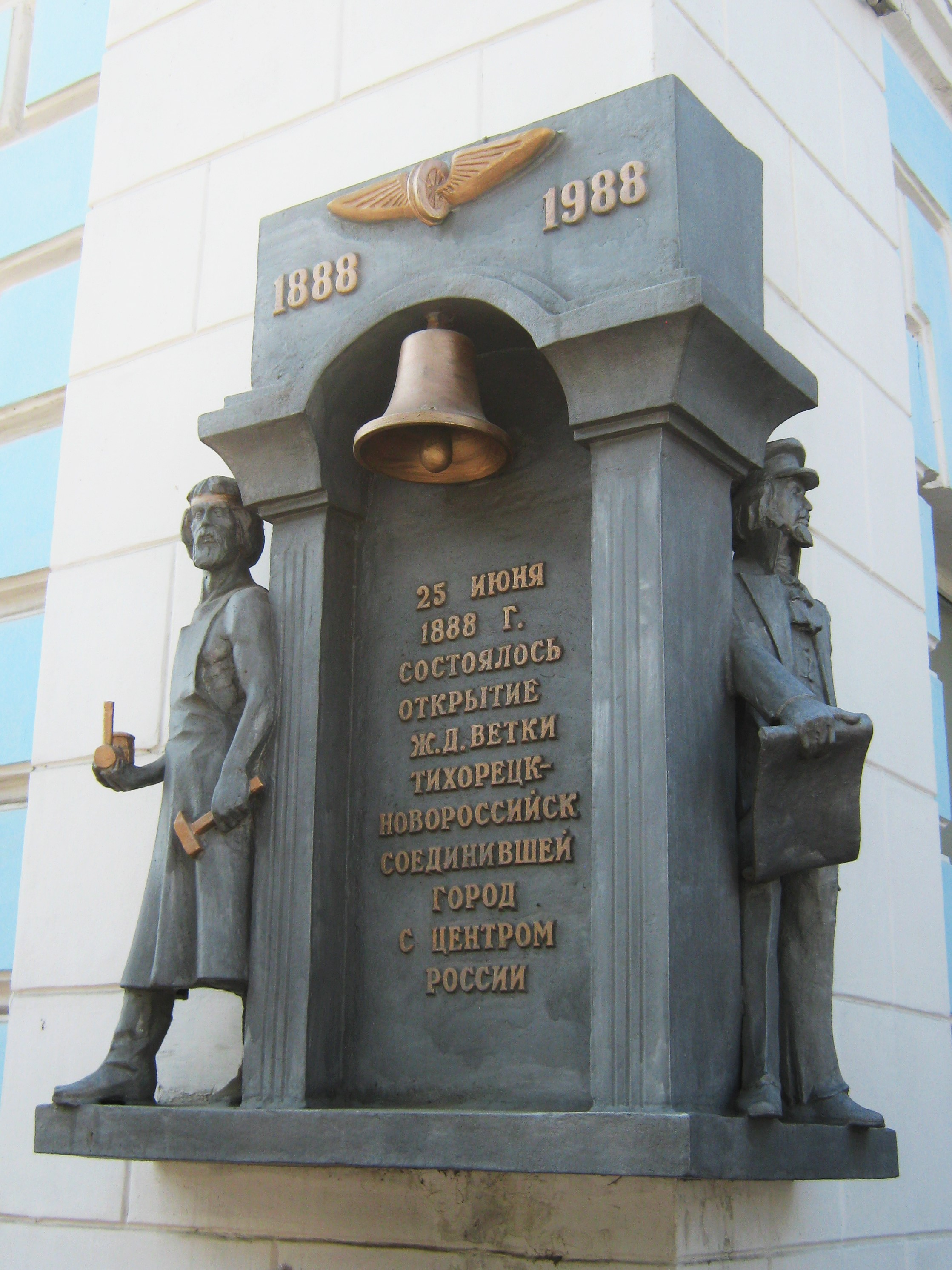
Скульптурная композиция на стене вокзала
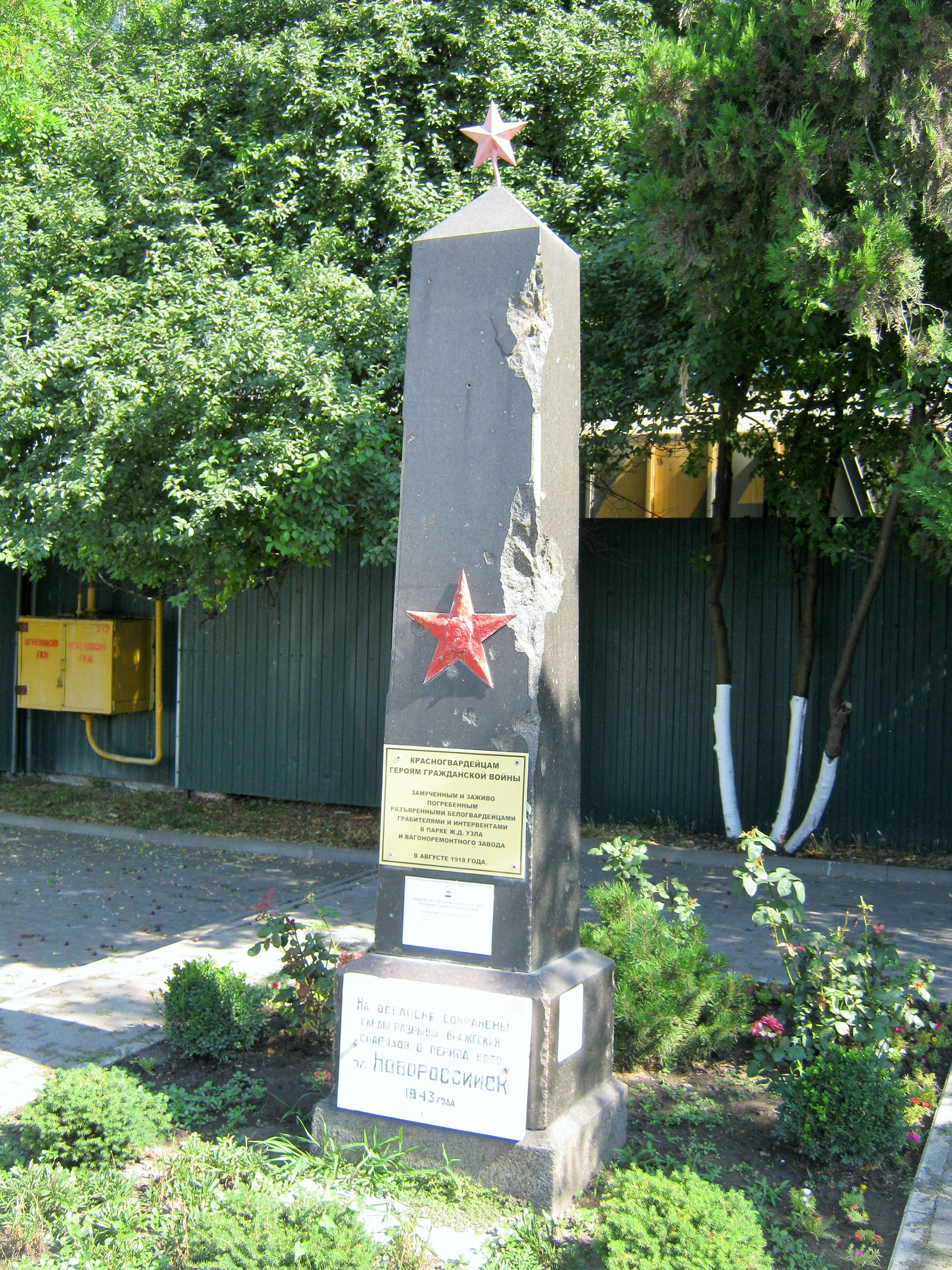
Памятник красногвардейцам в сквере напротив вокзала
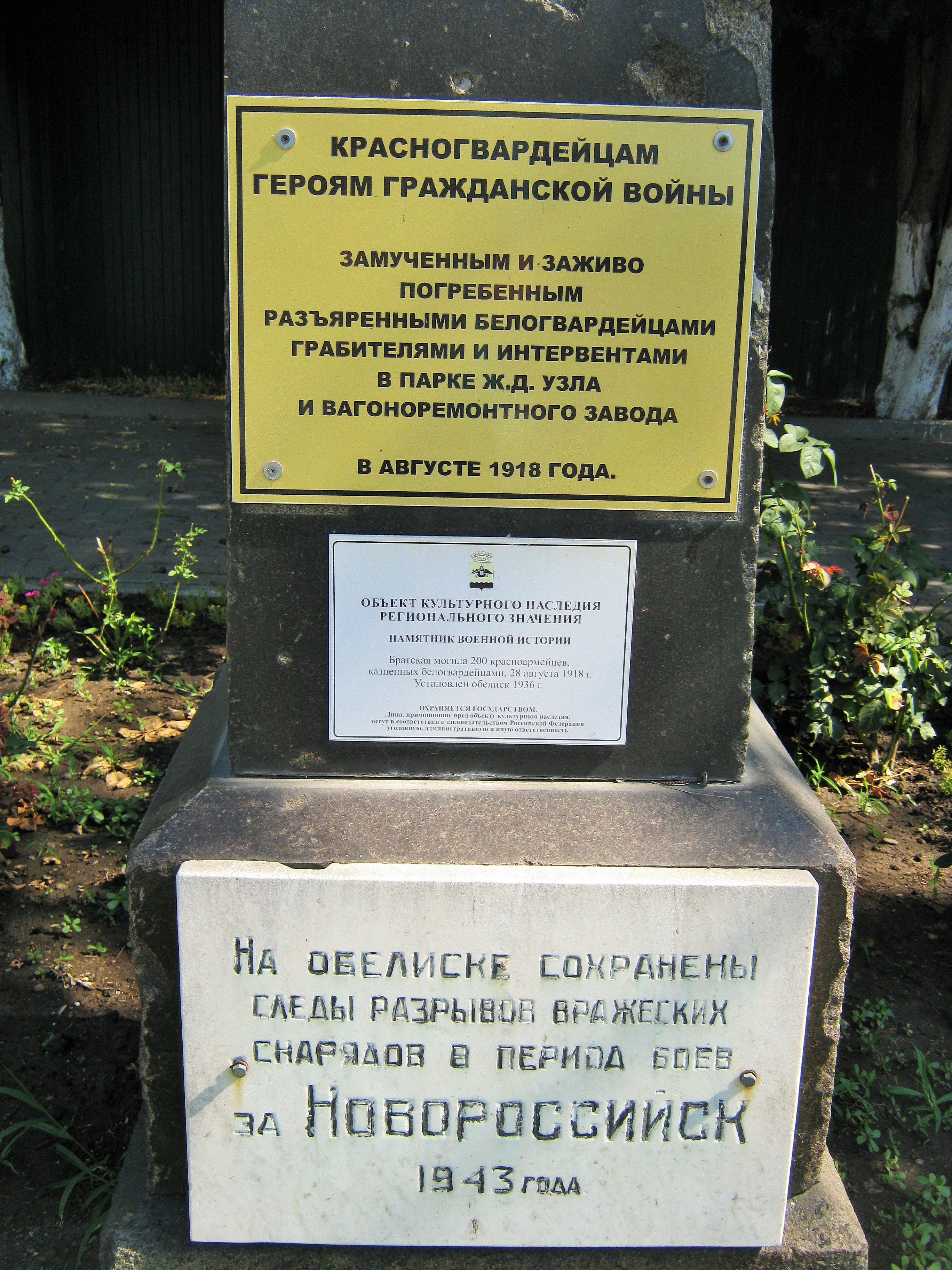
Памятник красногвардейцам в сквере напротив вокзала (фрагмент)